# Glabrocyphella epileucina
Glabrocyphella epileucina är en svampart som först beskrevs av Pier Andrea Saccardo, och fick sitt nu gällande namn av W.B. Cooke 1961. Glabrocyphella epileucina ingår i släktet Glabrocyphella och familjen Marasmiaceae.   Inga underarter finns listade i Catalogue of Life.